# Dunwich (gruppo musicale)
I Dunwich sono un gruppo symphonic/gothic metal italiano formatosi a Roma nel 1985, tra i primi a livello internazionale ad utilizzare una vocalist femminile. Rockeramagazine li vede come il primo gruppo symphonic metal in assoluto.

## Storia del gruppo

### Origine del nome
Il progetto nasce nel 1985 per iniziativa del polistrumentista romano Claudio Nigris, allora ventenne.
La scelta del nome Dunwich è duplice:
- le atmosfere lovercraftiane, il primo demo del 1985 è The Dunwich horror dal titolo dell'omonimo racconto[3]
- l'omonima città del Suffolk sprofondata e inghiottita dal mare del Nord tra il 1287 e il 1328 a causa di tempeste e fenomeni di erosione.

### Gli anni '80
La prima fase del progetto Dunwich si protrae fino 1992, e vede la realizzazione di 4 demo in cui prevalgono citazioni e atmosfere Lovercraftiane. Nei primi 3 i riferimenti all'opera dell'autore di Providence sono evidenti fin dal titolo e costituiscono una trilogia: The Dunwich horror (1985), Horror at Red Hook (1988) e Morbid dance tale of Yog-Sothoth (1989).
La formazione iniziale che ha dato vita ai primi due demo era composta da: Claudio Nigris alle tastiere, che sarà l'unico elemento fisso della formazione anche negli anni a seguire; Max (Maeth) alla voce che farà parte della band dal 1987-1992 per poi formare i Blooding Mask; Fabiana del Vico alla batteria dal 1985 al 1989; Paolo Di Virgilio al basso (dal 1985- 1988), Vincenzo Trasca alle chitarre dal 1985-1988 ma che collaborerà, come musicista esterno, alla produzione discografica degli anni successivi. Per la produzione dei demo successivi, subentreranno alle chitarre Andy Maniero (in formazione dal 1989 al 1992) che formerà poi i Martiria e Alessandro Vitanza come elemento fisso alla batteria dal 1989 al 1999.
In questa fase il gruppo è molto anche dal vivo, arrivando alla partecipazione al Main Stage di Arezzo Wave nel 1991 e diventando tra le band trasmesse da VideoMusic.
Questa prima fase si chiude nello stesso anno con il demo On the way back, le citazioni lovercraftiane continuano ad essere presenti, come singoli pezzi, ma si iniziano ad allargare gli elementi di ispirazione, preludio della svolta successiva.

### Gli anni '90
Determinante per lo sviluppo delle sonorità dei Dunwich è l'incontro con la cantante Katya Sanna, che entra a far parte del progetto nel 1992, rimanendovi fino al 1999. Gli elementi letterari gotici si allargando andando a inglobare elementi medievali, approfondendo anche la ricerca storica su fiabe e leggende di tutto il mondo.
La prima produzione si articola su tre demo, La tavola di smeraldo (1992), Sul monte è il tuono e Al di sopra del lago è il vento, entrambi del 1993, e che saranno preludio del primo album in studio. E dove compaiono già tutti gli elementi che costituiranno il variegato mondo degli arraggiamenti della band: ottoni, quintetti d'archi, orchestre medievali e cori polifonici.
Il primo album in studio, Sul monte è il tuono, riprende il titolo dal demo omonimo ed è pubblicato dalla Black Widow nel 1994, ottenendo un ottimo riscontro nella critica specializzata. Segue nel 1995 Il chiarore sorge due volte per la Pick-Up records, in cui emerge l'attenzione per le sonorità della nuova wave gotica. Nel 1999, con l'etichetta tedesca Rising Sun Records, è la volta di Eternal eclipse of frost, in cui accentuano le sonorità heavy metal. Quest'ultimo disco che permette ai Dunwich di proiettarsi oltre la scena nazionale. Echi dello stile dell'album si ritrovano, secondo il giornalista Eduardo Vitolo, nell'album Sirius B dei Therion del 2004.

### Gli anni duemila
L'esperienza del progetto Dunwich continua nel 2004 con una nuova linea up: la nuova cantante è Francesca Naccarelli, a cui si aggiungono Roberto Fasciani, basso, Luca Iovieno, batteria. Realizzano un quarto album in studio nel 2008 Heilagmanoth e la loro produzione s'intreccia con alcune collaborazioni.
Nel 2009 Francesca Naccarelli è tra le voci scelte per The Akallabêth di Archangel, concept album progressive con elementi hard e rock, che spicca per la presenza, tra gli altri, di Damian Wilson e Zachary Stevens.
 Nel 2010 è volta del pezzo The Oblong box, ispirato al racconto omonimo di E.A.Poe, per uno dei progetti dell'etichetta francese Musea realizzati con la rivista finlandese Colossus, The Tales of Edgar Allan Poe - A Synphonic Collection..
Nel 2012, per il gruppo progressive Karnya, Claudio Nigris cura gli arraggiamenti d'archi di un brano, mentre Francesca Naccarelli presta la sua voce in un altro pezzo.
La cantante Francesca Naccarelli esce dal progetto Dunwich nel 2016.
Nel 2021 Vincenzo Trasca rientra ufficialmente nel progetto Dunwich. Nel marzo 2023 esce in stampa il CD "Horror at Red Hook - Anthology of the 1985/88 + revisited unreleased tracks". Nel CD sono contenute le registrazioni originali dei due primi demotape (Dunwivh Horror e Horror at red hook), più due brani inediti di quel periodo registrati e rielaborati dalla nuova formazione, intitolati The crypt of Atthis e Grey Skies .
A luglio 2023 esce il doppio Lp\cd “Il Sogno e L'Incubo - vita e opere di H.P. Lovecraft”, edito dall'etichetta genovese Black Widow. Antologia di brani ripresi dai racconti più rappresentativi del grande sognatore di Providence da parte dei gruppi musicali del vario panorama internazionale. I Dunwich partecipano con il brano (edit 2021) "Whispering Darkness".

## Discografia

### Album
- 1994 - Sul monte è il tuono
- 1995 - Il chiarore sorge due volte
- 1998 - Eternal eclipse of frost
- 2008 - Heilagmanoth
- 2023 - Horror at Red Hook - Anthology of the 1985/88 + revisited unreleased tracks

### Partecipazioni
- 2010 - The Oblong box in The Tales of Edgar Allan Poe - A Synphonic collection
- 2015 - Il secondo chiarore - Northern Spirits
- 2023 - Whispering Darkness - Il Sogno e L'Incubo